# 06 Kleofas Katowice

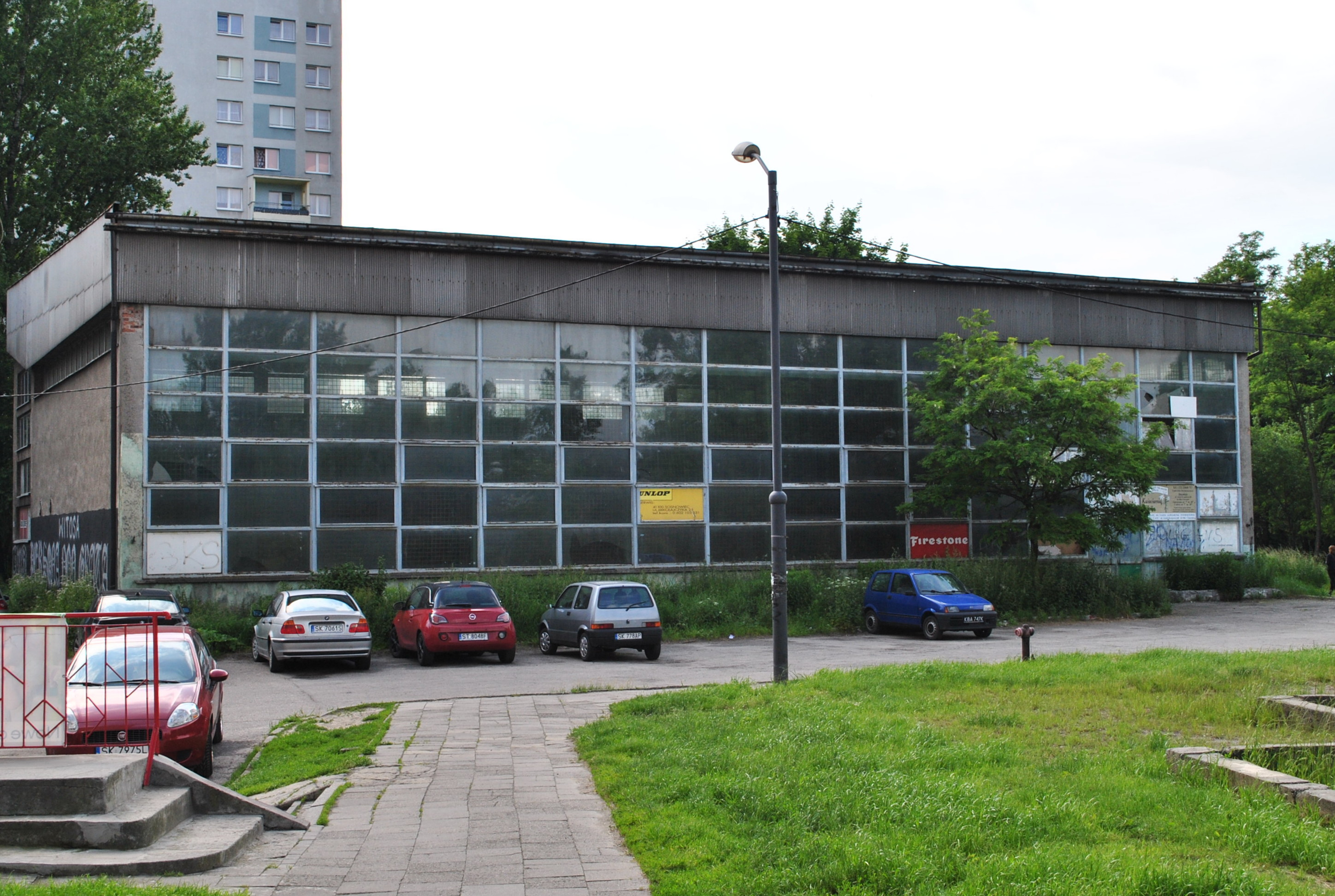
Hala sportowa klubu 06 Kleofas Katowice przy ul. Obroki

06 Kleofas Katowice (znany również jako 06 Załęże, Katowice 06) – polski klub sportowy powstały w 1906 roku w Zalenze (obecnie Załęże – dzielnica Katowic) w II Rzeszy Niemieckiej. Jest jednym z najstarszych istniejących klubów sportowych w kraju. Obecnie działa tylko sekcja bokserska. Swoją siedzibę klub ma przy ul. Obroki 43 na Osiedlu Witosa.

## Historia

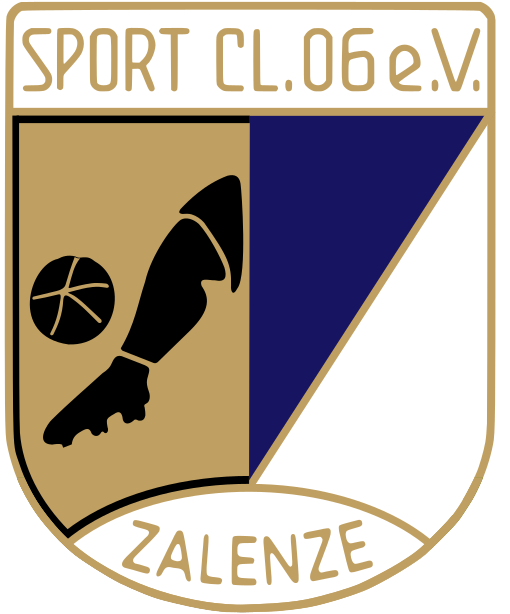
Herb sekcji piłkarskiej stosowany do 1922

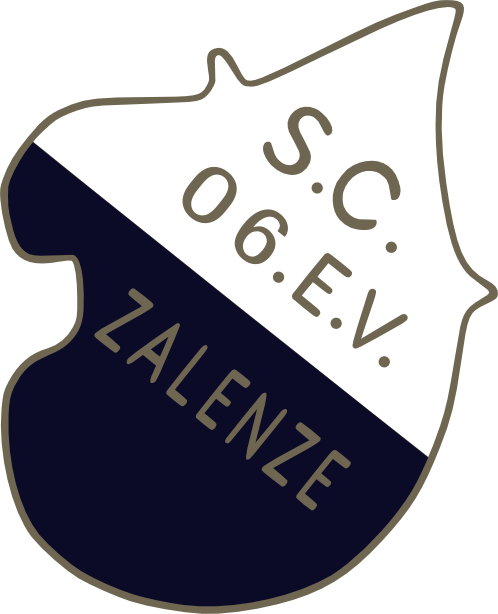
Wcześniejszy herb klubu stosowany do 1922

Klub powstał 23 sierpnia 1906 roku w Załężu pod nazwą Sportverein Zalenze. Do jego organizatorów należeli m.in., Józef Noras, Karol Gritschke i Jan Wołowski, a prezesem był Eugen Franz. W 1910 roku został przemianowany na Sport-Club Zalenze (znany również jako SC Zalenze 06). Do 1925 roku funkcjonował jako jednosekcyjne stowarzyszenie piłkarskie. W lokalnej prasie klub nazywany był wtedy Katowice 06. Pierwsze wzmianki o pięściarzach pochodzą z 1925 roku, choć sekcja bokserska powstała dopiero w 1957 roku. 06 Kleofas wypełnił lukę po likwidacji sekcji bokserskiej w sąsiednim KS Baildon Katowice. W 1965 roku nastąpiła zmiana nazwy na GKS Załęże, następnie klub połączył się z kilkoma innymi klubami, tworząc GKS Katowice. W latach 1989–1990 struktura GKS Katowice zaczęła się rozpadać.
Pierwszym sukcesem odtworzonego klubu był w 1993 roku awans do I ligi bokserskiej. Później klub znajdował się ekstraklasie. W latach 90. XX wieku w klubie istniała również sekcja kick-boxingu. Nazwa "Kleofas" pochodzi od kopalni "Kleofas". Obecnie klub ma duże kłopoty finansowe, utrzymuje się jedynie z miejskiej dotacji, składek i drobnych sponsorów. Kopalnia, do której klub należał, została zamknięta. W 2006 roku klub obchodził 100-lecie istnienia obok takich klubów jak Lechia 06 Mysłowice, Wisła Kraków i Cracovia.
Byli trenerzy i działacze klubu – Wiesław Andrzejczak, Józef Sadko.

## Osiągnięcia
- W 2006 roku w Mistrzostwach Polski Kadetów medale zdobyli  reprezentanci klubu: Rajnold Bromboszcz (złoty medal) oraz Kamil Wybraniec i Piotr Dziub (srebrny medal), Zdzisław Wilczyński (brąz).
- W 2006 roku w Mistrzostwach Polski Młodzików medale zdobyli Henryk Obiała (złoto), Konrad Bystroń (srebro) i Sylwester Wybraniec (srebro).
- W 2007 roku złoty medal Unii Europejskiej zdobył Rajnold Bromboszcz.
- W 2007 roku w Mistrzostwach Polski Juniorów medal zdobył  Rajnold Bromboszcz (złoto).
- W 2007 roku w Pucharze Polski Juniorów medale zdobyli Łukasz Karpała (srebro) oraz Reinhold Bromboszcz (srebro).
- W 2007 roku w Mistrzostwach Polski Kadetów medal zdobyli Michał Świątkowski (złoto) i Henryk Obiała (brąz).
- W 2007 roku w Pucharze Polski Kadetów złote medale zdobyli Konrad Bystroń i Michał Świątkowski.

Klub w 2007 roku został mistrzem Śląska.
Klub trenował reprezentantów Polski w boksie, w tym Henryka Średnickiego – jedynego polskiego złotego medalisty mistrzostw świata, Marcina Walasa, Olega Maszkina (Mistrza Europy), Andreja Fedczuka (brązowego medalisty olimpijskiego), Alberta "Komandosa" Rybackiego.
Trenowali tu również kick-boxerzy: Maciej Kempa (Mistrz Polski), Dariusz Maj (brązowy medalista), Agnieszka Szweda (brązowa medalistka), Bartłomiej Stankiewicz (brązowy medalista) i Dorota Kosatka (Mistrzyni Polski).